# Ignacio Tapia
Ignacio Alejandro Tapia Bustamante (Concepción, Chile, 2 de febrero de 1999) es un futbolista profesional chileno que se desempeña como defensa y actualmente milita en la Universidad de Chile de la Primera División de ese país. Es representado por Fernando Felicevich.

## Trayectoria
Oriundo de Concepción, es un producto de las divisiones inferiores de Huachipato, donde debutó en el año 2016. En el año 2018, Tapia dio positivo en un Control antidopaje, debido al cambio en uno de sus remedios para combatir el asma, por lo que fue castigado con 3 meses sin jugar.
Tras campañas a buen nivel en el conjunto de la usina, en febrero de 2022 se oficializa su llegada a Universidad de Chile, firmando contrato por 4 temporadas.

## Selección nacional

### Selección adulta
Tapia fue suplente en el partido en que el 2 de junio de 2017 Chile venció por 3 goles a 0 a Burkina Faso, en un partido preparatorio para la Copa Confederaciones que afrontaría La Roja el mismo año.
Fue convocado por el entrenador Reinaldo Rueda para el Microciclo de la Selección en septiembre y luego en octubre de 2020.
El 4 de diciembre de 2021, fue convocado por Martín Lasarte, para disputar partidos amistosos frente a México y el Salvador.

## Estadísticas

### Clubes
| Club                         | Div           | Temporada     | Liga  | Liga  | Copas nacionales | Copas nacionales | Torneos internacionales | Torneos internacionales | Total | Total |
| Club                         | Div           | Temporada     | Part. | Goles | Part.            | Goles            | Part.                   | Goles                   | Part. | Goles |
| ---------------------------- | ------------- | ------------- | ----- | ----- | ---------------- | ---------------- | ----------------------- | ----------------------- | ----- | ----- |
| Huachipato · Chile           | 1.ª           | 2016-17       | 2     | 0     | 3                | 0                | —                       | —                       | 5     | 0     |
| Huachipato · Chile           | 1.ª           | 2017          | —     | —     | —                | —                | —                       | —                       | 0     | 0     |
| Huachipato · Chile           | 1.ª           | 2018          | 4     | 0     | 1                | 0                | —                       | —                       | 5     | 0     |
| Huachipato · Chile           | 1.ª           | 2019          | 1     | 0     | —                | —                | —                       | —                       | 1     | 0     |
| Huachipato · Chile           | 1.ª           | 2020          | 28    | 1     | —                | —                | 4                       | 0                       | 32    | 1     |
| Huachipato · Chile           | 1.ª           | 2021          | 29    | 1     | 1                | 0                | 8                       | 0                       | 38    | 1     |
| Huachipato · Chile           | Total club    | Total club    | 64    | 2     | 5                | 0                | 12                      | 0                       | 81    | 1     |
| Universidad de Chile · Chile | 1.ª           | 2022          | 20    | 0     | 2                | 0                | —                       | —                       | 22    | 0     |
| Universidad de Chile · Chile | 1.ª           | 2023          | 11    | 1     | 1                | 0                | —                       | —                       | 12    | 1     |
| Universidad de Chile · Chile | 1.ª           | 2024          | 10    | 0     | 5                | 0                | —                       | —                       | 15    | 0     |
| Universidad de Chile · Chile | 1.ª           | 2025          | 5     | 0     | 6                | 0                | —                       | —                       | 11    | 0     |
| Universidad de Chile · Chile | Total club    | Total club    | 46    | 1     | 14               | 0                | 0                       | 0                       | 60    | 1     |
| Total carrera                | Total carrera | Total carrera | 110   | 3     | 19               | 0                | 12                      | 0                       | 141   | 3     |
| 1. 2. 3.                     |               |               |       |       |                  |                  |                         |                         |       |       |

## Palmarés

### Títulos nacionales
| Título     | Club                 | País  | Año  |
| ---------- | -------------------- | ----- | ---- |
| Copa Chile | Universidad de Chile | Chile | 2024 |